# Ifigenia en Táuride (Traetta)
Ifigenia en Táuride (título original en italiano, Ifigenia in Tauride) es una ópera en tres actos con música de Tommaso Traetta sobre libreto de Marco Coltellini basado en la tragedia de Eurípides Ifigenia entre los tauros. Se estrenó en el Palacio de Schönbrunn de Viena el 4 de octubre de 1763, con dirección del mismo autor.
La ópera fue una propuesta del conde Giacomo Durazzo, director general de los teatros imperiales de Viena y promotor de los experimentos de reforma de la ópera seria que caracterizaron los años 1760 y que culminaron en la llamada reforma gluckiana.
Según la crítica, esta ópera es uno de los mayores ejemplos de aquella reforma del teatro lírico que Traetta, a instancias del conde Durazzo, apoyaba, una reforma que fundaba la propia esencia en la fusión de los elementos típicos de la ópera francesa con aquellos de la ópera italiana. Tal "reforma" se llevó a cabo con la contribución esencial de Gluck y De Calzabigi. 
Todavía, en la Ifigenia en Táuride prevalece el uso de los coros y de los ballets, con su participación directa en el drama, para resaltar el gusto francés en la ópera propia del siglo XVIII.

## Personajes
| Personaje                                              | Tesitura           | Reparto del estreno, 4 de octubre de 1763 (dirección musical: Tommaso Traetta-) (coreografía: Gasparo Angiolini-) (escenografía: Giovanni Maria Quaglio-) |
| ------------------------------------------------------ | ------------------ | --- |
| Oreste                                                 | contralto castrato | Gaetano Guadagni |
| Pilade                                                 | soprano castrato   | Giovanni Toschi |
| Ifigenia                                               | soprano            | Rosa Tartaglini |
| Dori                                                   | soprano            | Maria Sartori |
| Toante                                                 | tenor              | Giuseppe Tibaldi |
| Coro: vírgenes, sacerdotisas, soldados, pueblo, Furias |                    | |